# 시카고의 교통

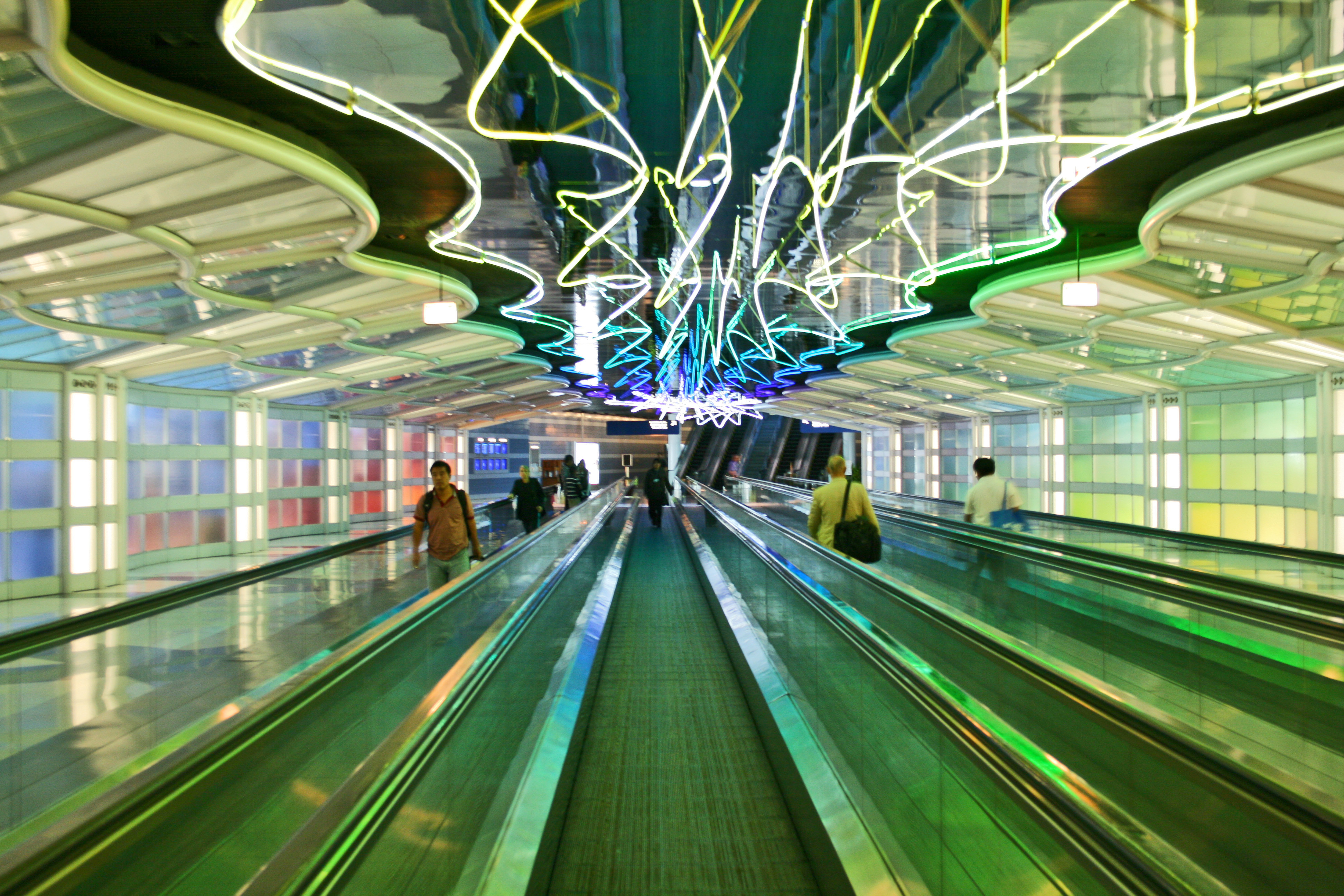
오헤어 공항 지하 산책로에 설치된 마이클 헤이든의 네온 설치 '하늘의 한계'(1987) 거쉰 터널로 불리는 이 산책로는 유나이티드 항공이 운영하는 터미널 1의 B와 C를 연결한다.

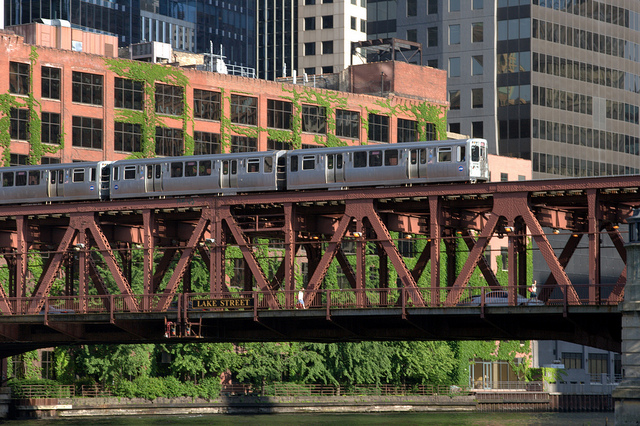
서쪽으로 향하는 'L' 열차가 시카고 강 남쪽 포크를 가로지른다.

일리노이주 시카고는 미국에서 세 번째로 큰 도시로서 중서부의 주요 교통 중심지다. 이 도시는 두 개의 주요 공항이 운행하고 있으며, 북아메리카의 주요 화물 철도 거점이다.
시내의 육상 교통망과 공공도로는 시카고 교통부의 책임이다. 시카고 메트로폴리탄 지역의 대중교통은 1974년 주민투표에 의해 설치된 지역 교통청(RTA)을 통해 관리된다. RTA는 시카고 교통청, 메트라, 페이스 등 3개 하부 기관의 자금 지원을 통해 교통 서비스를 제공한다. 시의 공항 운영은 시카고 항공부의 책임이다.

## 공항
- 한 번에 세계에서 두 번째로 붐비는 오헤어 국제공항은 수많은 국내외 행선지를 운항하는 주요 공항이다 유나이티드 항공과 아메리칸 항공의 거점이다. 대규모 확장을 위한 공사가 진행 중이다. 이 공항은 통계적으로 미국에서 가장 붐비는 공항 중 하나이다

- 미드웨이 공항은 주로 국내 행선지를 운항한다. 사우스웨스트 항공의 주요 초점 도시다.

시카고 지역에는 다음과 같은 다른 몇몇 소규모 상업 공항이 있다.
- 미국 인디애나주 게리의 게리/시카고 국제공항, 시카고 루프에서 약 25마일 SE에 위치해 있다. 시카고 지역의 사실상의 「제3의 공항」으로 운영되고 있다. 공항의 현재 운영에는 예정된 상업 여객 서비스가 포함되어 있지 않지만, 행정부는 항공사에 대한 마케팅과 미국 관세국경보호국과의 협의를 진행하고 있다. 최근 완료된 현장 개선사항에는 메인 활주로를 약 2,000피트만큼 미드웨이보다 더 긴 8,859피트까지 연장하는 것이 포함되어 있다. 보잉과 화이트 하숙 서비스 등 기업들은 이곳에 기업기지를 두고 있으며, 두 곳의 FBO(Fixed Base Operator)가 있다. 주 방위군은 시카고 메트로폴리탄 지역의 항공 작전을 근거지로 하는 시설도 건설했다.

- 덴버, 칸쿤, 펀타 카나, 웨스트 팜 비치, 펀타 고다, 라스베이거스, 올랜도 샌포드, 피닉스/메사, 세인트 로 예정된 항공편을 지원하는 록포드 시카고 록포드 국제공항. 페테르부르크/클리어워터 록포드 관계자들은 시카고 서부 교외에서 오는 고객들을 끌어들이기 위해 공항을 배치하고 있다.

- 시카고 베르티포트라는 공공 헬기장이 2015년 일리노이 메디컬 지구 인근에 문을 열었다.[1][2]

밀워키의 밀워키 미첼 국제공항도 시카고 북부 교외 거주자들이 시카고 주요 공항 2곳의 혼잡을 피해 이용하는 곳이다. 인디애나주 사우스 벤드의 사우스 벤드 국제공항은 사우스 쇼어 라인 역을 통해 시카고 시내와 연결된다.

### 교외 공항 및 비행장
| Name                   | IATA Airport Code | ICAO Airport Code | Location               |
| 오로라 공항            | AUZ               | KARR              | 일리노이주 슈가 그로브 |
| 클로우 국제공항        | 1C5               | K1C5              | 일리노이주 볼링브룩    |
| 시카고 공항(구 팔워키) | PWK               | KPWK              | 일리노이주 휠링        |
| 두페이지 공항          | DPA               | KDPA              | 일리노이주 시카고 서부 |
| 루이스 대학교 공항     | LOT               | KLOT              | 일리노이주 로마빌      |
| 샤움부르크 국제공항    | 06C               | (none)            | 일리노이주 샤움버그    |
| 워케간 지방 공항       | UGN               | KUGN              | 일리노이주 워키건      |

### 제안 공항
- 제안된 시카고 남부 교외 공항이 일리노이주 멀리 남서부 피톤에 있는 지역 공항으로 제안되었다.

## 대중교통

### 시카고 교통국
시카고 교통청(Chicago Transit Authority, 또는 CTA)은 지역 교통청 내의 3개의 서비스 보드 중 하나로, 미국에서 두 번째로 큰 대중 교통 시스템을 운영하고 있으며(뉴욕의 메트로폴리탄 교통청) 시카고 시와 주변 교외 40개 지역을 커버하고 있다. CTA는 하루 24시간 운영되며, 평일 평균 160만대의 놀이기구가 CTA에서 이용된다.

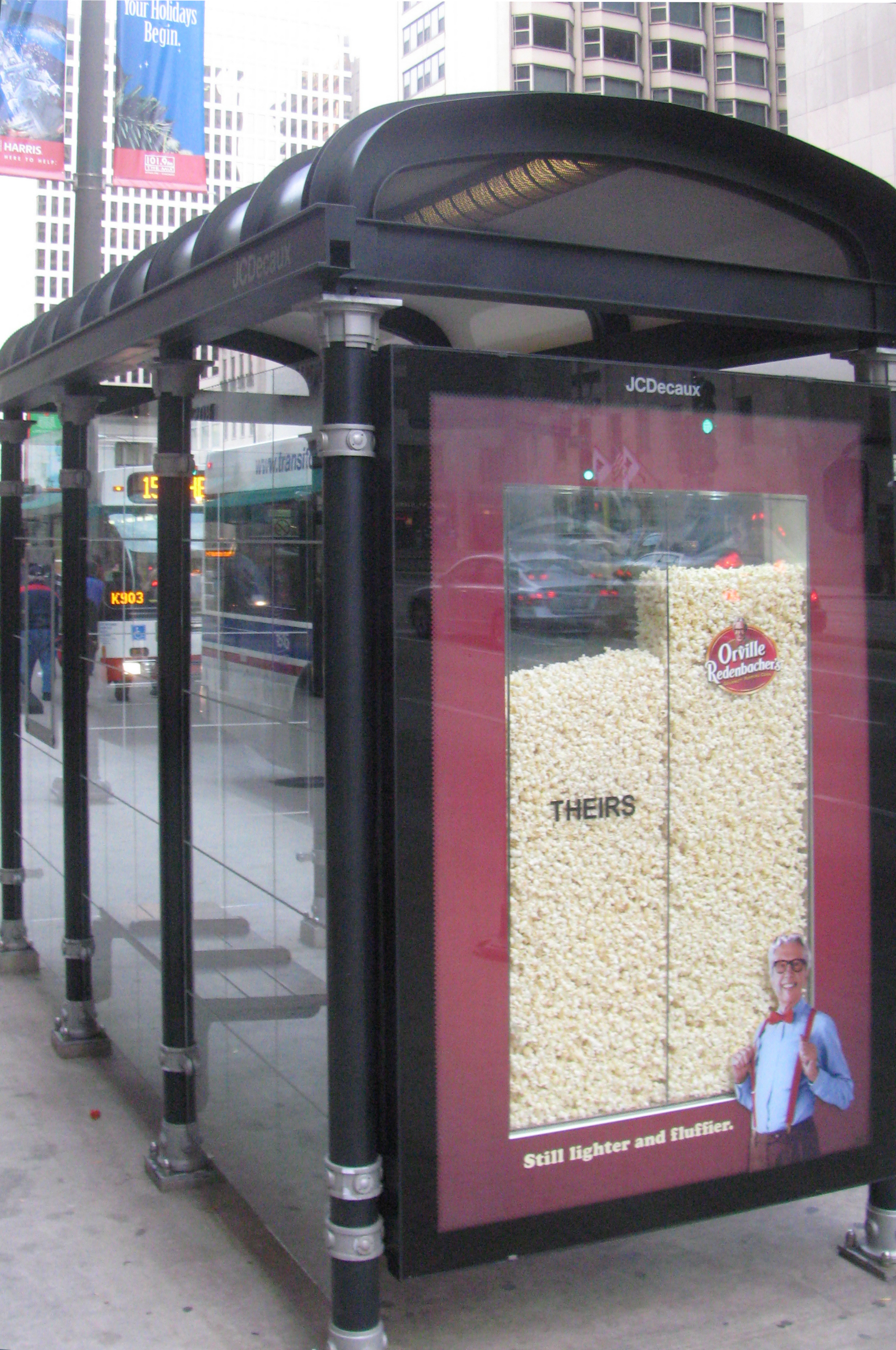
시카고시 버스 정류장, CTA 버스에서 3D 광고 제공

CTA는 152개 노선, 2,273개 노선(3,658km)을 운행하는 약 2,000대의 버스를 보유하고 있다. 버스는 하루에 약 100만 명의 승객을 태우고 12,000개 이상의 버스정류장을 운행한다. "시카고 'L' 또는 시카고 시민들에게 '엘' 또는 '엘'의 변형으로 알려진 이 도시의 고속 교통 시스템은 8개 노선과 222마일(357km)의 선로를 따라 1,190대의 고속 교통 차량을 운행한다. CTA 열차는 매일 약 74만 5천 번의 고객 여행을 제공하며 시카고, 에반스턴, 스코키, 윌메트, 로즈몬트, 포레스트 파크, 오크 파크, 키케로의 144개 역에 서비스를 제공한다.
시카고는 미국에서 두 개의 주요 공항에 신속한 환승 서비스를 제공하는 몇 안 되는 도시 중 하나이다. 도심에서 블루라인은 오헤어 국제공항에 약 40분 만에 도착하고 오렌지라인은 루프에서 약 25분 만에 고객들을 미드웨이 공항까지 데려다 준다.

### 버스

#### 교외
지역 교통 당국 내의 또 다른 서비스 위원회인 페이스는 시카고로 가는 일부 노선도 제공하는 주로 하위 도시 버스 서비스를 운영하고 있다.

#### 도시간
몇몇 시외버스 회사들은 일리노이와 미국 전역의 다른 도시들에 서비스를 제공한다. 대부분은 웨스트 해리슨 가 630번지에 위치한 그레이하운드 라인 터미널(Des Plaines Street의 코너)에서 왕복 운행한다. 그레이하운드 라인은 시카고를 오가는 대부분의 시내버스 노선을 운행하며 시카고와 인디애나폴리스, 신시내티, 루이빌, 내슈빌, 애틀랜타, 클리블랜드, 피츠버그, 워싱턴, 뉴욕, 디트로이트, 토론토, 밀워키, 그린베이, 매디슨, 미니애폴리스, 세인트루이스, 멤피스, 중간 지점 및 연결 노선을 운행하고 있다.그 밖의 다른 지점들 바론 버스 노선과 밀러 교통은 시카고와 포트 웨인, 콜럼버스를 연결한다. 인디안 트레일은 시카고를 칼라마주, 랜싱, 플린트, 베이 시티와 연결한다. 벌링턴 트레일웨이는 시카고를 록포드, 더블루케, 데이븐포트, 벌링턴, 데스모인, 오마하, 덴버와 연결한다.
다른 시외버스 회사들은 그들만의 별도의 시외버스 터미널을 사용한다. USA 코치의 자회사인 메가부스는 유니온 역 부근의 연석버스 정류장에서 출발해 인디애나폴리스, 신시내티, 루이빌, 내슈빌, 클리블랜드, 콜럼버스, 클리블랜드, 클리블랜드, 디트로이트, 밀워키, 메디슨, 미니애폴리스, 미니애폴리스, 데스모인즈, 오마하, 세인트루이스, 멤.다른 지점과의 연결. USA 코치의 또 다른 자회사인 반 갈더 버스 회사는 잭슨 대로 북쪽의 운하 거리에 있는 유니언 역의 연석 버스 정류장에서 출발하여 시카고와 록포드, 매디슨을 연결한다. 히스패닉 승객을 위한 몇몇 버스 회사들은 시카고를 텍사스의 포인트와 멕시코 전역의 연결로 연결한다. 이 회사들에는 엘 엑스포 버스 회사, 옴니버스 익스프레스, 로스 파이사노스 오토버스, 토네이도 버스 회사, 투리멕스 인터나시오날 등이 있다.

### 철도 서비스

#### 통근자

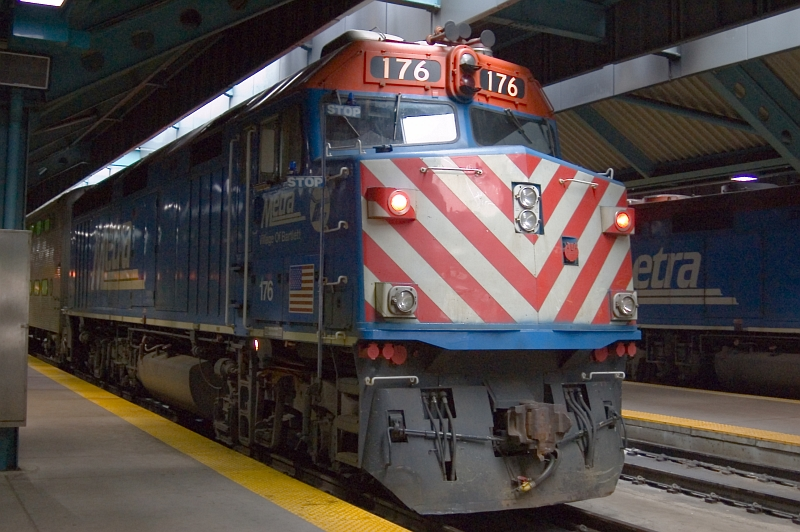
오길비 교통센터 메트라 열차

메트라는 시카고의 통근 철도로, 쿡 카운티와 5개 칼라 카운티를 가로지르는 200개 이상의 역을 운행하는 11개 노선이 있다. 'L' 노선과 달리 요금 가격은 평탄한 탑승료 대신 존(Zone)을 기준으로 한다. 또한, 통근 철도 서비스로서, 메트라는 속도와 신뢰성으로 알려져 있지만, 일반적으로 출퇴근 시간에만 빈번한 서비스가 제공된다. 11개 노선이 있는데, 이 중 3개 노선도 추가 지선을 따라 서비스를 하고 있는데, 본선 외에 메트라 전기지구는 2개 지점이 있고, 록아일랜드 지구와 유니온 퍼시픽 노스웨스트에는 각각 1개 지점이 있다. 각 노선은 네 개의 서로 다른 시내 역 중 하나로 연결된다. 유니온 퍼시픽 북, 서, 북서부 지역은 리차드 B에 도착한다. 오길비 교통 센터 ("북서부 역"으로 더 흔하게 알려져 있음), 밀워키 구 북서부, 중부 서비스, 남서 서비스, BNSF 철도, 헤리티지 회랑 등이 유니언 역(Anion Station, Amtrak의 연결고리이기도 함)에 모이고, 록아일랜드 구는 라살레 역에 도착한다.밀레니엄 역(옛 랜돌프 스트리트 터미널)에 엄격하게 도착한다.
메트라 전기지구는 시카고에서 가장 오래된 연속 통근 열차(1856년)로, 별도지만 유사한 준정부 단체인 노스웨스트 인디애나 통근 교통 지구(NICTD)가 운영하는 사우스 쇼어 선과 철도를 공유하며, RTA의 자금 일부를 지원받는다. 사우스쇼어 선(South Shore Line)은 시카고와 인디애나주 사우스 벤드 사이를 운행하는 도시 간 철도다. 메트라 전기 지구처럼 밀레니엄 역에서 도착하여 출발한다.

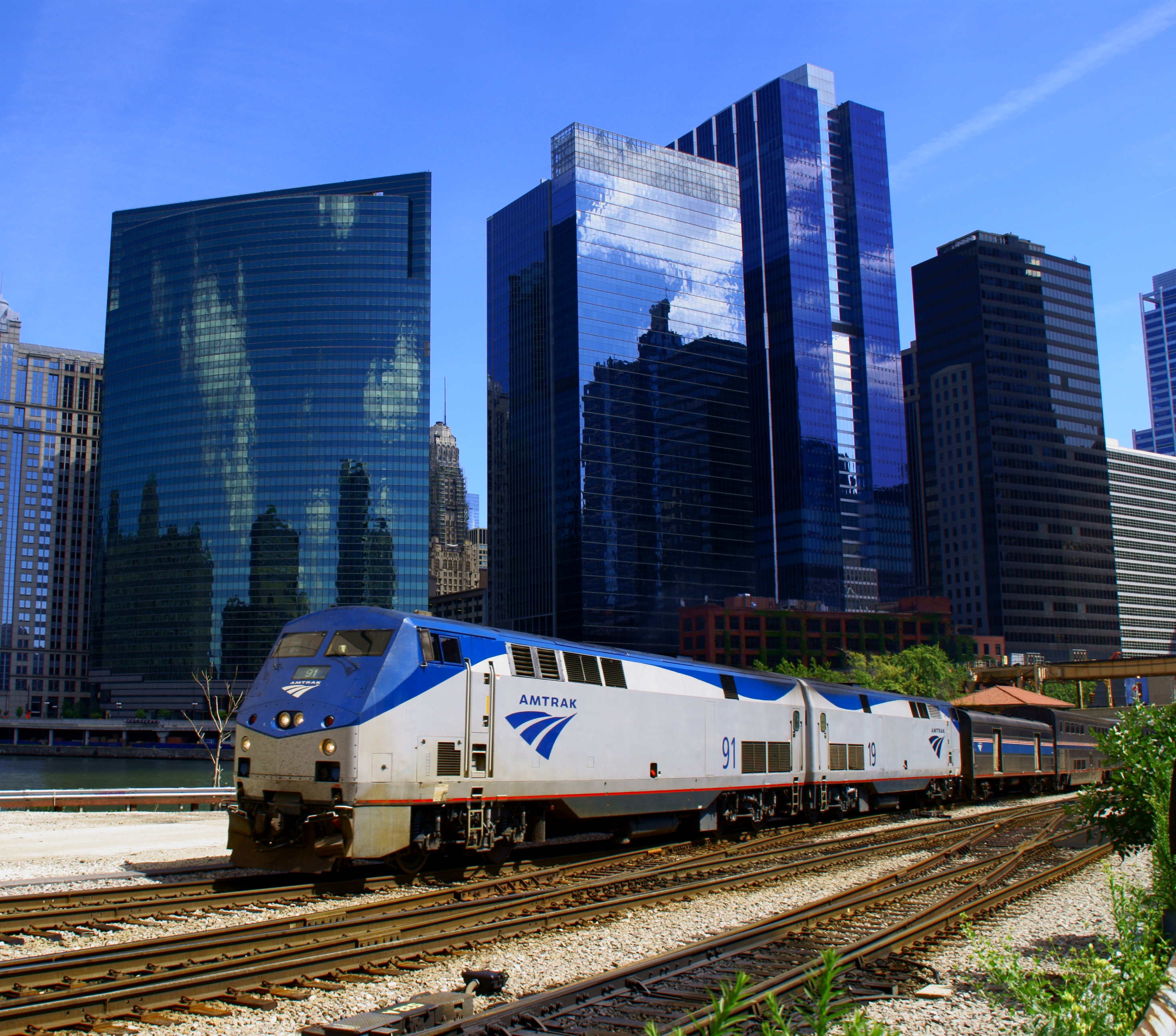
암트랙의 엠파이어 빌더가 유니언 역을 떠난다.

#### 도시간
암트랙은 미국에서 4번째로 큰 시외 여객 중심지인 유니언 스테이션을 소유하고 운영한다. 이 역은 암트랙의 많은 대륙횡단 노선의 초점이다. 대부분의 암트랙의 주요 역과는 달리, 유니언 역에서 전화를 거는 모든 열차는 그곳에서 출발하거나 종착한다; 시카고를 경유하는 승객들은 목적지에 도착하기 위해 다른 열차로 갈아타야 한다. 그것은 메트라와 'L'에 접속을 제공한다.
1971년 암트랙이 여객 서비스를 인수하기 전, 중앙역, 디어본역, 라살레 스트리트역, 시카고와 노스웨스턴 터미널은 물론 유니온역까지 열차가 운행했다.

#### 시카고 익스프레스 루프
시카고 익스프레스 루프(Chicago Express Loop)는 루프와 오헤어 공항을 연결하는 고속철도 노선이다.

### 관광객 트롤리
시카고 시는 시내에 서비스를 제공하는 무료 관광 트롤리를 제공했다. "트롤리"는 사실 역사적인 전차처럼 보이도록 그려진 버스였다. 20~30분 간격으로 운행하며 박물관 캠퍼스, 해군 부두, 마그니엄 마일 등 'L' 역이 없는 관광객들에게 인기 있는 지역을 서비스했다. 이 무료 트롤리 서비스는 2009년에 영구적으로 중단되었다.
무료 트롤리는 안내 관광과 요금을 제공하는 민간 부문인 시카고 트롤리 사와 혼동해서는 안 된다. 그들은 다른 노선을 운행하지만 대체로 같은 시내 지역을 운행한다. 그들의 차량도 진짜 트롤리보다는 버스다.

### 시카고 대중 교통 통계
평균적인 시카고 통근자는 매일 86분 동안 대중교통을 타고 출퇴근한다. 대중교통 이용자의 28%는 매일 2시간 이상 탑승한다. 평균적으로 통근자들은 정류장이나 역에서 15분 동안 기다린다; 21%의 승객들이 20분 이상 기다린다. 평균 주행 거리는 10.1km(6.3마일)인 반면 28.%는 7.5마일(12.1km) 이상 단방향으로 주행한다.

## 택시
시카고 택시는 시로부터 개인면허로 운영된다. 시카고 택시 규정은 램 엠마누엘 시장이 지지하는 2012년 개혁안을 통해 개정되었다. 이 법안은 최초 고용료를 1달러 인상하고 신용카드 리더기와 GPS를 의무화하며 비행 연령에 새로운 제한을 두었다.
시와 민간 이니셔티브는 2008년 이후 하이브리드 및 대체 연료 차량의 비율을 시내 택시 기단의 1% 미만에서 74% 이상으로 늘렸다.

## 수로
시카고 수로들은 상업적 운송, 여객선 서비스, 레크리에이션 보트를 위해 광범위하게 사용된다. 시카고 내 항해 가능한 수로로는 미시간 호수, 시카고 강, 칼루멧 강, 시카고 위생선 운하가 있다. 부분적으로, 이 수로들은 오대호와 미시시피강을 연결하는 유일한 내륙 연계를 이루는 시카고 지역 수로 시스템을 구성한다. 이러한 잠재적 연결고리는 시카고 설립 자체에 주요한 요인이 되었다.

### 상업운반

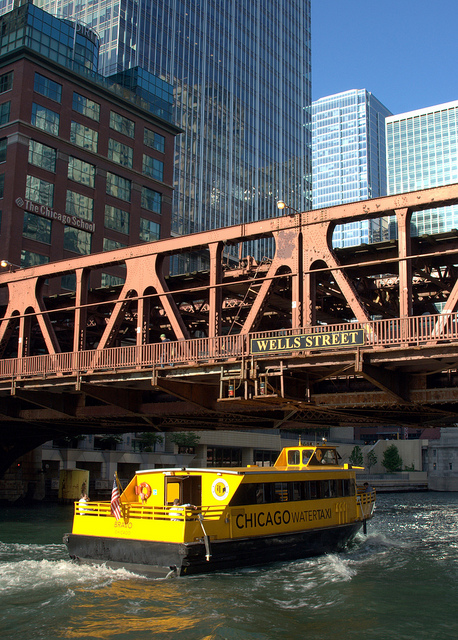
시카고의 수상 택시

시카고 항은 한때 시카고 강을 중심으로 했지만 이후 캘루멧 호수로 옮겨간 이후 시카고의 상업적 선박 운송을 담당하고 있다.

### 여객선 운항
시카고의 여객선 서비스는 발행된 일정에 따라 정해진 노선으로 운행하는 상업용 수상 택시에 의해 처리된다.
쇼어라인 관광은 시카고 강을 따라 수상 택시 서비스를 제공하며, 네이비 피어, 미시간 애비뉴, 애덤스 스트리트에 정차한다. 그들은 해군 부두에서 박물관 캠퍼스로 가는 별도의 루트를 제공한다.
웬델라보트는 미시간 애비뉴, 클라크 스트리트, 매디슨 스트리트(오길비 앤 유니언 기차역), 시카고 애비뉴, 노스 애비뉴, 차이나타운의 핑톰 파크에 정차해 시카고 강을 따라 예정된 서비스를 제공하는 시카고 워터 택시를 운영하고 있다.

### 레크리에이션 보트
시카고의 레크리에이션 보트 교통은 관광 보트, 범선, 파워 보트, 전기 보트, 카누, 카약을 포함한다. 이 교통은 수많은 민간 및 상업용 마리나와 슬립에서 발생하며, 시카고 공원 구역은 미시건 호수에 있는 레크리에이션 수공의 계절적 보관을 위한 항만 시스템을 운영하고 있다. 6000척의 보트를 수용할 수 있는 이 시스템은 국내 최대 규모다. 보트 렌탈은 시카고 강과 미시건 호수의 항구에서 모두 가능하다.

## 사이클링
주요 기사: 시카고의 사이클링
시카고는 개인, 공공 및 상업용 자전거 이용을 위해 공유 이용 경로, 자전거 도로, 자전거 전용도로를 포함한 290마일 길이의 자전거도로 네트워크를 유지하고 있다. 제한된 접근 고속도로를 제외한 모든 시카고 도로에서는 자전거가 운행할 수 있다.
디비라고 알려진 자전거 공유 시스템은 시카고, 에반스톤, 오크 파크의 580개 역에서 수천 대의 공공 자전거를 운영하고 있다.
페디캡은 보행자 통행량이 많은 시카고 주변의 다양한 장소와 행사에서 대여가 가능하다.
루프와 노스사이드 근교의 호숫가를 따라 밀집한 대여점에서 자전거를 대여할 수 있다.
몇몇 택배회사들은 주로 루프 지역에서 자전거 택배 서비스를 운영하고 있다.

### 이동 중인 자전거
CTA 버스에서는 오전 7~9시, 오후 4~6시 출퇴근 시간을 제외하고 평일 오전 7~9시, 탑승 CTA 열차를 통해 자전거 이용이 허용된다. 주말과 공휴일에는 특별행사를 제외한 하루 종일 열차에서 자전거를 탈 수 있다.
자전거는 비수기 및 비이벤트 시간에는 메트라 통근 열차 운행이 허용되며, 출퇴근 시간에는 역피크 방향에서 운행도 허용된다.
겨울철이 아닌 달 동안 활동 중인 시범 프로그램의 일환으로 지정된 사우스 쇼어 라인 통근 열차에서만 자전거가 허용된다.
자전거는 비수기 및 주말 시간대에 수상 택시에 탑승할 수 있다.